# Revista de Derecho Constitucional
La Revista de Derecho Constitucional es una publicación con arbitraje fundada en 2012 por IJ Editores, que se edita semestralmente y es dirigida conjuntamente con la Universidad del Salvador y aborda temas de historia y derecho constitucional, derechos humanos, derecho político y derecho electoral.
La revista en formato digital se publica en dos ediciones, la primera entre mayo y junio y la segunda entre noviembre y diciembre de cada año, de forma gratuita. La publicación consta de tres secciones tituladas doctrina, jurisprudencia comentada y jurisprudencia. La primera de ellas ofrece artículos de prestigiosos autores del derecho constitucional; la segunda contiene el análisis de especialistas respecto de sentencias emanadas de tribunales locales y extranjeros; en tanto que la sección de jurisprudencia contiene fallos novedosos y recientes de la materia.
El Consejo Académico Arbitral de la revista está integrado por prestigiosos juristas de Argentina, Estados Unidos, España, Francia, Italia y Venezuela, entre los que se destacan Gregorio Badeni, Allan R. Brewer Carías, Raúl Leopoldo Canosa Usera,  Dan Coenen, Domingo García Belaunde, Claude Journes, Valeria Piergigli y Jorge Vanossi.